# 우스만 뎀벨레
마수르 우스만 뎀벨레(프랑스어: Masour Ousmane Dembélé, 프랑스어 발음: [us.man dɛm.be.le]; 1997년 5월 15일 ~ )는 프랑스의 축구 선수로 포지션은 윙어이다. 현재 리그 1의 파리 생제르맹과 프랑스 축구 국가대표팀에서 활동하고 있다.

## 경력
2015년 11월 5일, 그는 FC 지롱댕 드 보르도와의 리그 1 경기에서 첫 골을 터뜨렸고, 팀은 2-2로 비겼다.
2016년 3월 6일, 그는 FC 낭트와의 경기에서 해트트릭을 터뜨렸고, 팀은 4-1로 대승을 거두었다.
2016년 5월 12일 보루시아 도르트문트로의 이적이 발표되었다.
계약은 2021년 6월 30일까지로 5년 계약이다.
2017년 8월 25일 네이마르의 대체자를 찾던 FC 바르셀로나로 이적했다. 그러나 이적 후 잦은 부상과 기대에 미치지 않는 실력, 인종차별 논란 등으로 팬들에게 많은 질타를 받았다.

### 파리 생제르맹
2023년 8월 12일 파리 생제르맹 FC는 우스만 뎀벨레가 FC 바르셀로나에서 파리 생제르맹으로 이적했다고 발표했다. 뎀벨레는 파리 생제르맹과 2028년 6월 말까지 유효한 5년 계약을 체결했고 파리에서 사용할 등번호로 23번을 받았다. 파리 생제르맹은 뎀벨레의 이적료로 바르셀로나에 5,040만 유로를 지불했다.
2023년 8월 17일, 파리 생제르맹은 우스만 뎀벨레가 파리 생제르맹을 떠난 네이마르의 뒤를 이어 등번호를 23번에서 10번으로 변경했다고 발표했다.

## 개인사
뎀벨레는 무슬림이다. 그는 2021년 12월 프랑스에서 모로코 출신의 여자와 전통적인 모로코식 혼례를 올렸다. 2022년 9월에 딸이 태어났다.
2021년 7월, 뎀벨레는 팀 동료인 안토완 그리즈만과 함께 일본 기술자들에 대해 인종적인 발언을 한 것으로 비난받았다. 이는 그들의 호텔 방에서 온라인으로 유포된 비디오 영상에 담겨 있었다. 기술자들이 방의 TV를 수리하고 있는 것처럼 보이는 상황에서, 뎀벨레는 프랑스어로 그리즈만에게 "이런 추한 얼굴들이야, 그래서 너가 PES를 하려고 그래? 부끄럽지 않냐?"라며 시작하여, "뭐라고 하는 거야?"라며 계속 말하고, 한 기술자의 얼굴을 웃으면서 확대시켜 "너희 나라는 기술이 발전되어 있는거야?"라고 언급하며 비웃었다.

## 기록

### 클럽
| Club                | Season       | League       | League | League | National cup | National cup | Europe | Europe | Other | Other | Total | Total |
| Club                | Season       | Division     | Apps   | Goals  | Apps         | Goals        | Apps   | Goals  | Apps  | Goals | Apps  | Goals |
| ------------------- | ------------ | ------------ | ------ | ------ | ------------ | ------------ | ------ | ------ | ----- | ----- | ----- | ----- |
| Rennes              | 2015–16      | Ligue 1      | 26     | 12     | 2            | 0            | —      | —      | 1     | 0     | 29    | 12    |
| Borussia Dortmund   | 2016–17      | Bundesliga   | 32     | 6      | 6            | 2            | 10     | 2      | 1     | 0     | 49    | 10    |
| Borussia Dortmund   | 2017–18      | Bundesliga   | 0      | 0      | 0            | 0            | 0      | 0      | 1     | 0     | 1     | 0     |
| Barcelona           | 2017–18      | La Liga      | 17     | 3      | 3            | 0            | 3      | 1      | —     | —     | 23    | 4     |
| Barcelona           | 2018–19      | La Liga      | 29     | 8      | 4            | 2            | 8      | 3      | 1     | 1     | 42    | 14    |
| Barcelona           | 2019–20      | La Liga      | 5      | 1      | 0            | 0            | 4      | 0      | 0     | 0     | 9     | 1     |
| Barcelona           | 2020–21      | La Liga      | 30     | 6      | 6            | 2            | 6      | 3      | 2     | 0     | 44    | 11    |
| Barcelona           | 2021–22      | La Liga      | 21     | 1      | 1            | 1            | 9      | 0      | 1     | 0     | 32    | 2     |
| Barcelona           | 2022–23      | La Liga      | 25     | 5      | 2            | 2            | 6      | 1      | 2     | 0     | 35    | 8     |
| Paris Saint-Germain | 2023–24      | Ligue 1      | 26     | 3      | 4            | 1            | 11     | 2      | 1     | 0     | 42    | 6     |
| Paris Saint-Germain | 2024–25      | Ligue 1      | 29     | 21     | 4            | 3            | 15     | 8      | 1     | 1     | 49    | 33    |
| Career total        | Career total | Career total | 262    | 79     | 32           | 13           | 72     | 20     | 11    | 2     | 377   | 114   |

### 국가대표
| Year  | Apps | Goals |
| ----- | ---- | ----- |
| 2016  | 3    | 0     |
| 2017  | 4    | 1     |
| 2018  | 14   | 1     |
| 2021  | 6    | 2     |
| 2022  | 8    | 0     |
| 2023  | 7    | 1     |
| 2024  | 11   | 1     |
| 2025  | 2    | 1     |
| Total | 55   | 7     |

| No. | Date             | Venue                                 | Cap | Opponent   | Score | Result | Competition                       |
| --- | ---------------- | ------------------------------------- | --- | ---------- | ----- | ------ | --------------------------------- |
| 1   | 13 June 2017     | Stade de France, Saint-Denis, France  | 7   | 잉글랜드   | 3–2   | 3–2    | Friendly                          |
| 2   | 1 June 2018      | Allianz Riviera, Nice, France         | 11  | 이탈리아   | 3–1   | 3–1    | Friendly                          |
| 3   | 28 March 2021    | Astana Arena, Nur-Sultan, Kazakhstan  | 23  | 카자흐스탄 | 1–0   | 2–0    | 2022 FIFA World Cup qualification |
| 4   | 2 June 2021      | Allianz Riviera, Nice, France         | 24  | 웨일스     | 3–0   | 3–0    | Friendly                          |
| 5   | 18 November 2023 | Allianz Riviera, Nice, France         | 41  | 지브롤터   | 10–0  | 14–0   | UEFA Euro 2024 qualifying         |
| 6   | 9 September 2024 | Parc Olympique Lyonnais, Lyon, France | 51  | 벨기에     | 2–0   | 2–0    | 2024–25 UEFA Nations League A     |
| 7   | 23 March 2025    | Stade de France, Saint-Denis, France  | 55  | 크로아티아 | 2–0   | 2–0    | 2024–25 UEFA Nations League A     |

## 수상

#### 보루시아 도르트문트
- DFB-포칼 : 2016-17

#### 바르셀로나
- 라리가 : 2017–18, 2018–19, 2022-23
- 국왕컵 : 2017–18, 2020–21
- 수페르코파 데 에스파냐 : 2018, 2023

#### 파리 생제르맹
- 리그 1 : 2023-24, 2024-25
- 쿠프 드 프랑스 : 2023-24, 2024-25
- 트로페 데 샹피옹 : 2023, 2024
- UEFA 챔피언스리그 : 2024-25

#### 프랑스
- FIFA 월드컵 : 2018

### 개인
- 리그 1 올해의 선수 : 2024-25
- 리그 1 득점왕 : 2024-25
- 리그 1 올해의 영플레이어 : 2015-16
- 리그 1 올해의 팀 : 2023-24, 2024-25
- 리그 1 도움왕 : 2023-24
- UNFP 이 달의 선수상 : 16년 3월, 25년 1월
- VDV 올해의 신인 : 2016-17
- VDV 올해의 팀 : 2016-17
- 분데스리가 올해의 신인 : 2016-17
- 분데스리가 올해의 팀 : 2016-17
- 라리가 도움왕 : 2021-22
- UEFA 챔피언스리그 시즌의 팀 : 2024-25
- UEFA 챔피언스리그 최우수 선수 : 2024-25
- UEFA 챔피언스리그 Breakthrough XI : 2016
- 레지옹 도뇌르 : 2018[28]

## 논란
2021년 7월, 바르셀로나의 프리시즌 일본 투어 도중 뎀벨레와 팀 동료인 앙투안 그리즈만이 일본인에게 인종차별적인 말을 하는 영상이 공개되어 논란이 되었다. 이에 많은 일본인들, 심지어 스폰서인 일본 기업 라쿠텐까지 두 선수의 행동에 대한 사과를 요구해 구단이 공식적으로 사과하는 사태에 이르었다.

### 참조주
1. ↑  Includes Coupe de France, DFB-Pokal, Copa del Rey
2. ↑  Appearance in Coupe de la Ligue
3. 1 2 3 4 5 6 7  Appearances in UEFA Champions League
4. 1 2  Appearance in DFL-Supercup
5. 1 2 3 4  Appearance(s) in Supercopa de España
6. ↑  Three appearances in UEFA Champions League, six appearances in UEFA Europa League
7. 1 2  Appearance in Trophée des Champions